# IC 3655
IC 3655 је галаксија у сазвјежђу Береникина коса која се налази на листи објеката дубоког неба у Индекс каталогу.
Деклинација објекта је + 20° 40' 0" а ректасцензија 12h 41m 14,4s. Привидна величина (магнитуда) објекта IC 3655 износи 16,1 а фотографска магнитуда 17,1. IC 3655 је још познат и под ознакама NPM1G +20.0332, PGC 1633163.